# Methanocaldococcaceae
En taxonomía, los Methanocaldococcaceae son una familia dentro Methanococcales. Contiene dos géneros, el género tipo Methanocaldococcus y Methanotorris. Las especies son cocoides en forma, la mayoría son móviles, y tienen un tiempo de generación muy corto, de entre 25 y 45 minutos en condiciones óptimas. Para la producción de energía, que se basan exclusivamente en la reducción de dióxido de carbono con hidrógeno. Algunas especies se han encontrado en las fuentes hidrotermales marinos.

## Otras lecutras

### Revistas científicas
- Judicial Commission of the International Committee on Systematics of Prokaryotes (2005). «The nomenclatural types of the orders Acholeplasmatales, Halanaerobiales, Halobacteriales, Methanobacteriales, Methanococcales, Methanomicrobiales, Planctomycetales, Prochlorales, Sulfolobales, Thermococcales, Thermoproteales and Verrucomicrobiales are the genera Acholeplasma, Halanaerobium, Halobacterium, Methanobacterium, Methanococcus, Methanomicrobium, Planctomyces, Prochloron, Sulfolobus, Thermococcus, Thermoproteus and Verrucomicrobium, respectively. Opinion 79». Int. J. Syst. Evol. Microbiol. 55 (Pt 1): 517-518. PMID 15653928. doi:10.1099/ijs.0.63548-0.
- Euzeby JP; Tindall BJ (2001). «Nomenclatural type of orders: corrections necessary according to Rules 15 and 21a of the Bacteriological Code (1990 Revision), and designation of appropriate nomenclatural types of classes and subclasses. Request for an Opinion». Int. J. Syst. Evol. Microbiol. 51 (Pt 2): 725-727. PMID 11321122.
- Balch WE; Fox GE; Magrum LJ; Woses CR et al. (1979). «Methanogens: reevaluation of a unique biological group». Microbiol. Rev. 43 (2): 260-296. PMC 281474. PMID 390357.

### Libros científicos
- Whitman WB; Boone DR; Koga Y (2001). «Family II. Methanocaldococcaceae fam. nov.».  En DR Boone; RW Castenholz, eds. Bergey's Manual of Systematic Bacteriology Volume 1: The Archaea and the deeply branching and phototrophic Bacteria (2nd edición). Nueva York: Springer Verlag. pp. 169. ISBN 978-0-387-98771-2.

### Bases de datos científicos
- PubMed
- PubMed Central
- Google Scholar